# Ana Verdugo y Castilla
Ana Verdugo y Castilla (Madrid, 1669-Granada, 11 de novembre de 1771), coneguda amb el nom religiós Ana de San Jerónimo, va ser una religiosa franciscana descalça, monja professa del convent de l'Àngel de Granada, i poetessa espanyola.

## Biografia
Va néixer a Madrid el 1696 en una família noble. Era filla de Pedro Verdugo i d'Isabel de Castilla, comtes de Torrepalma. Educada personalment de la seva educació en la pietat cristiana i en una vasta cultura i coneixement de llengües. El seu pare va ser un conegut poeta d'estil neoclàssic, erudit i membre de la Reial Acadèmia Espanyola, que va transmetre el seu esperit i ànim de coneixement als seus fills, tant Ana com Alfonso, que també sobresortir com a poeta. Durant la seva infància, a banda d'ajudar la seva mare en els afers domèstics, va devorar els llibres de la biblioteca del seu pare, farcida d'autors llatins, grecs, castellans i italians, llengües amb les que es va familiaritzar. Tanmateix, els autors que més van colpir-la van ser els sagrats, especialment Jeroni d'Estridó, que van empènyer-la a fer-se religiosa. També va conrear la pintura de manera destacada.
Ana va ser religiosa franciscana descalça del convent de l'Àngel de Granada. Seguint l'exemple de la seva germana Juana, i en contra del desigs dels seus pares, va entrar el 1729 en aquest convent, on va professar el 8 de juliol de 1730. Hom l'ha considerada una de les monges més observants del seu convent, on va exercir diversos càrrecs de la comunitats: va ser refeterora, tornera, mestra, infermera i secretària. Eventualment havia de ser vicària, però no va poder a causa de la seva sordesa. Se li atribueix ser una persona de gran virtut i molt devota del Santíssim Sagrament. El setembre de 1771 va posar-se malalta i va morir poc després, l'11 de novembre.

## Obra
Des de la infància va demostrar talent per la poesia. Al llarg de la seva vida va escriure amb tota mena de mètriques poètiques, va compondre èglogues i cançons sobre temes religiosos. Addicionalment, va deixar un manuscrit escrit titulat Afectos de un alma religiosa, del qual es conserva un exemplar imprès a la Biblioteca Nacional d'Espanya. Val a dir, que va deixar els temes profans després d'entrar en religiós, i va comunicar-se sovint amb una persona de Còrdova, a qui enviava les seves obres, qui les va recopilar i, a la mort de Verdugo, el 1773 les va fer imprimir sota el nom de Obras Poéticas de la Madre Sor Ana de San Gerónimo. Pel que fa al seu estil i qualitat, hom afirma que eren meres imitacions de diferents formes de versos de caràcter religiós del segle anterior.